# 富昂康
富昂康（法語：Fouencamps，法語發音：[fwɛ̃kɑ̃]）是法国上法蘭西大區索姆省的一个市镇，属于亚眠区。

## 地理
富昂康（49°49'30"N, 2°24'28"E）面积3.65 平方千米，位于法国上法蘭西大區索姆省，该省份为法国北部沿海省份，北起加来海峡省和北部省，西接滨海塞纳省和大西洋英吉利海峡，南至瓦兹省，东临埃纳省。
与富昂康接壤的市镇（或旧市镇、城区）包括：博沃、科唐希、多马坦、阿耶、泰济格利蒙。
富昂康的时区为UTC+01:00、UTC+02:00（夏令时）。

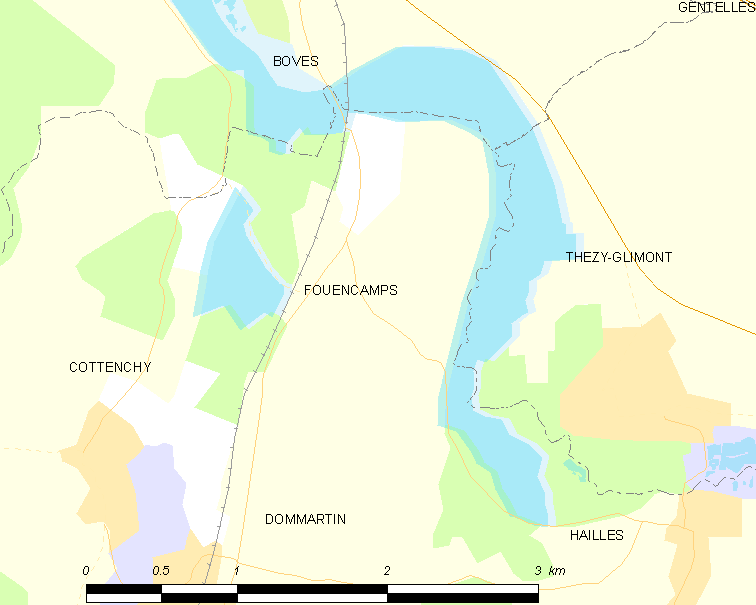
富昂康的OSM定位图

## 行政
富昂康的邮政编码为80440，INSEE市镇编码为80337。

## 政治
富昂康所属的省级选区为努瓦河畔阿伊县。

## 人口

1962-2008年间富昂康人口变化图示

富昂康于2022年1月1日时的人口数量为211人。